# Gustav Adler

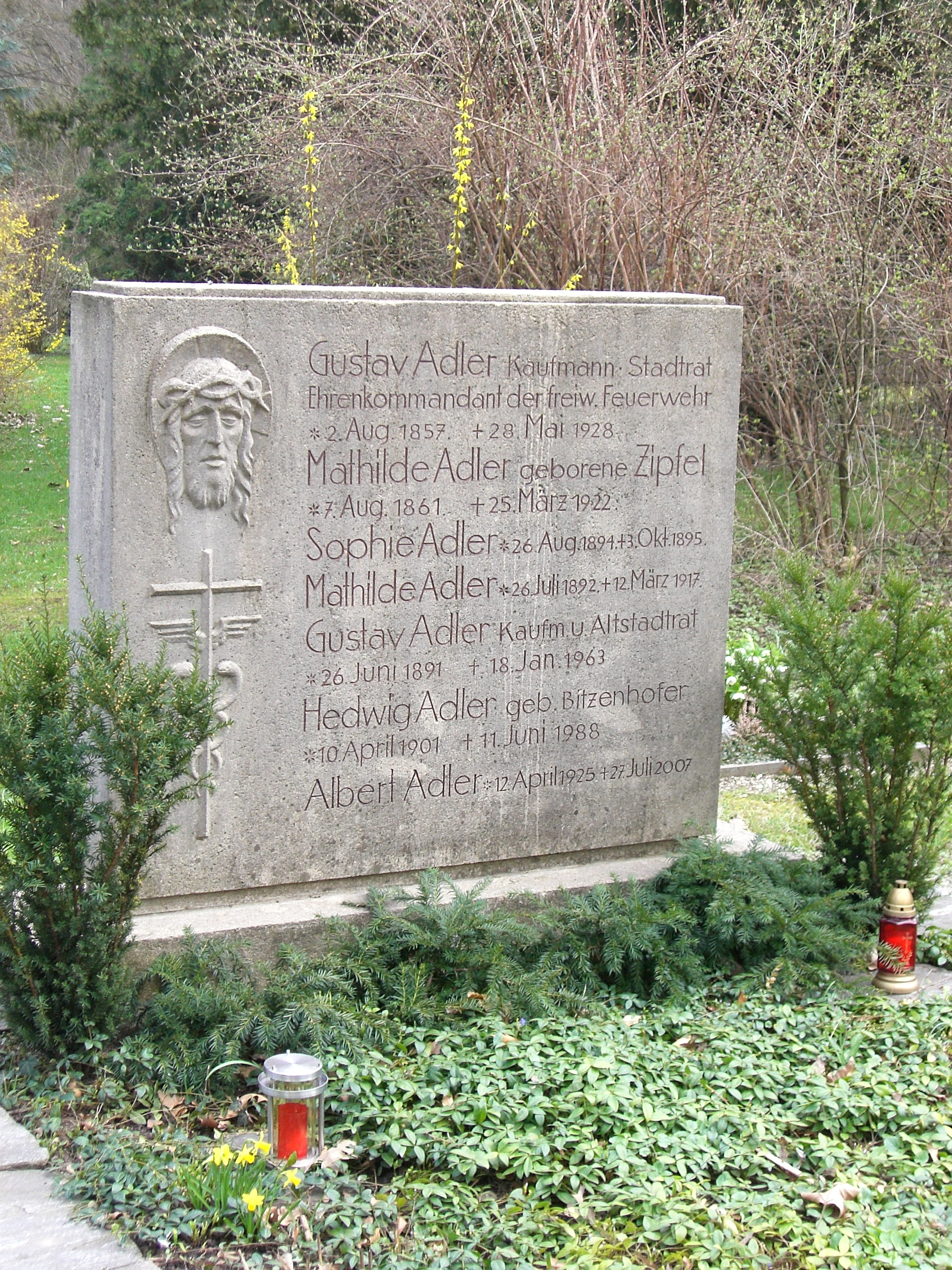
Grab der Familie Adler auf dem Freiburger Hauptfriedhof

Gustav Adler (* 26. Juni 1891 in Freiburg im Breisgau; † 18. Januar 1963) war ein deutscher Kaufmann, Verbandsfunktionär und Kommunalpolitiker.

## Werdegang
Er war Sohn des Freiburger Kaufmanns und Stadtrats Gustav Adler (1857–1928) und dessen Frau Mathilde (geb. Zipfel, 1861–1922). Nach der Mittleren Reife besuchte Adler das Technikum für die Textilindustrie in Reutlingen und war anschließend als Textilkaufmann und ab 1928 als Inhaber des elterlichen Textilhauses „Woll-Adler“ in Freiburg tätig.
Adler war bis 1933 Vorsitzender der Zentrumsfraktion im Freiburger Bürgerausschuss. Nach der Gleichschaltung behielt er sein Mandat und blieb im Bürgerausschuss bis zu dessen Aufhebung am 6. März 1934. Nach dem gescheiterten Attentat auf Hitler vom 20. Juli 1944 wurde er zeitweise inhaftiert.
Nach dem Zweiten Weltkrieg war Adler Präsident des Einzelhandelsverbandes Baden, ab 1961 Vizepräsident, außerdem Mitglied im Präsidiumsrat auf Bundesebene. Von 1946 bis 1950 war er Präsident der Industrie- und Handelskammer Freiburg, danach deren Vizepräsident. Ab 1953 war er für die CDU erneut Stadtrat in Freiburg.
Gustav Adler war verheiratet mit Hedwig (geb. Bitzenhofer, 1901–1988). Das Ehepaar hatte vier Kinder.

## Ehrungen
- 1951: Verdienstkreuz am Bande der Bundesrepublik Deutschland
- Verdienstkreuz I. Klasse der Bundesrepublik Deutschland
- Päpstlicher Ehrenorden „Pro Ecclesia et Pontifice“